# National Treasures – The Complete Singles
National Treasures – The Complete Singles là album tổng hợp của ban nhạc alternative rock người xứ Wales Manic Street Preachers, phát hành ngày 31 tháng 10 năm 2011. Đây là album tổng hợp thứ ba của ban nhạc sau Forever Delayed: Manic Street Preachers, The Greatest Hits (2002) và Bộ Sưu tập mặt B/đĩa hiếm Lipstick Traces (A Secret History of Manic Street Preachers) (2003). Album tổng hợp này có chứa một bài mới là bản hát lại bài "This Is the Day" của The The – xuất bản dạng đĩa đơn vào ngày 18 tháng 11 năm 2011. Album tổng hợp này đã giành vị trí số 10 trên UK Albums Chart.

## Danh sách bài hát
| Đĩa 1 | Đĩa 1                                                                                                   | Đĩa 1      |
| STT   | Nhan đề                                                                                                 | Thời lượng |
| ----- | --- | ---------- |
| 1.    | "Motown Junk" (từ đĩa đơn "Motown Junk", 1991)                                                          | 3:58       |
| 2.    | "Stay Beautiful" (từ Generation Terrorists, 1992)                                                       | 3:10       |
| 3.    | "Love's Sweet Exile" (phiên bản đĩa đơn lấy từ Generation Terrorists, 1992)                             | 3:05       |
| 4.    | "You Love Us" (từ Generation Terrorists, 1992)                                                          | 4:17       |
| 5.    | "Slash 'n' Burn" (từ Generation Terrorists, 1992)                                                       | 3:58       |
| 6.    | "Motorcycle Emptiness" (từ Generation Terrorists, 1992)                                                 | 6:06       |
| 7.    | "Theme từ M.A.S.H. (Suicide Is Painless)" (từ "Theme from M.A.S.H. (Suicide Is Painless)" single, 1992) | 3:42       |
| 8.    | "Little Baby Nothing" (sửa, originally từ Generation Terrorists, 1992)                                  | 4:40       |
| 9.    | "From Despair to Where" (từ Gold Against the Soul, 1993)                                                | 3:37       |
| 10.   | "La Tristesse Durera (Scream to a Sigh)" (từ Gold Against the Soul, 1993)                               | 4:14       |
| 11.   | "Roses in the Hospital" (từ Gold Against the Soul, 1993)                                                | 5:02       |
| 12.   | "Life Becoming a Landslide" (từ Gold Against the Soul, 1993)                                            | 4:14       |
| 13.   | "Faster" (từ The Holy Bible, 1994)                                                                      | 3:55       |
| 14.   | "Revol" (từ The Holy Bible, 1994)                                                                       | 3:04       |
| 15.   | "She Is Suffering" (từ The Holy Bible, 1994)                                                            | 4:44       |
| 16.   | "A Design for Life" (từ Everything Must Go, 1996)                                                       | 4:20       |
| 17.   | "Everything Must Go" (từ Everything Must Go, 1996)                                                      | 3:41       |
| 18.   | "Kevin Carter" (từ Everything Must Go, 1996)                                                            | 3:25       |
| 19.   | "Australia" (từ Everything Must Go, 1996)                                                               | 4:04       |

| Đĩa 2 | Đĩa 2                                                                                       | Đĩa 2      |
| STT   | Nhan đề                                                                                     | Thời lượng |
| ----- | ------------------------------------------------------------------------------------------- | ---------- |
| 1.    | "If You Tolerate This Your Children Will Be Next" (từ This Is My Truth Tell Me Yours, 1998) | 4:51       |
| 2.    | "The Everlasting" (từ This Is My Truth Tell Me Yours, 1998)                                 | 6:07       |
| 3.    | "You Stole the Sun from My Heart" (từ This Is My Truth Tell Me Yours, 1998)                 | 4:22       |
| 4.    | "Tsunami" (từ This Is My Truth Tell Me Yours, 1998)                                         | 3:49       |
| 5.    | "The Masses Against the Classes" (từ "The Masses Against the Classes" single, 2000)         | 3:23       |
| 6.    | "So Why So Sad" (từ Know Your Enemy, 2001)                                                  | 4:02       |
| 7.    | "Found That Soul" (từ Know Your Enemy, 2001)                                                | 3:07       |
| 8.    | "Ocean Spray" (từ Know Your Enemy, 2001)                                                    | 4:13       |
| 9.    | "Let Robeson Sing" (từ Know Your Enemy, 2001)                                               | 3:46       |
| 10.   | "There by the Grace of God" (từ Forever Delayed, 2002)                                      | 3:48       |
| 11.   | "The Love of Richard Nixon" (từ Lifeblood, 2004)                                            | 3:39       |
| 12.   | "Empty Souls" (từ Lifeblood, 2004)                                                          | 4:05       |
| 13.   | "Your Love Alone Is Not Enough" (từ Send Away the Tigers, 2007)                             | 3:55       |
| 14.   | "Autumnsong" (từ Send Away the Tigers, 2007)                                                | 3:41       |
| 15.   | "Indian Summer" (từ Send Away the Tigers, 2007)                                             | 3:55       |
| 16.   | "(It's Not War) Just the End of Love" (từ Postcards from a Young Man, 2010)                 | 3:28       |
| 17.   | "Some Kind of Nothingness" (từ Postcards from a Young Man, 2010)                            | 3:48       |
| 18.   | "Postcards from a Young Man" (từ Postcards from a Young Man, 2010)                          | 3:35       |
| 19.   | "This Is the Day" (bài hát mới, 2011)                                                       | 3:38       |

| Đĩa ở Nhật Bản | Đĩa ở Nhật Bản                             | Đĩa ở Nhật Bản |
| STT            | Nhan đề                                    | Thời lượng     |
| -------------- | ------------------------------------------ | -------------- |
| 20.            | "Rock 'n' Roll Genius" (bài hát mới, 2011) | 2:40           |

## Đánh giá chuyên môn
| Đánh giá chuyên môn | Đánh giá chuyên môn |
| Điểm trung bình     | Điểm trung bình     |
| Nguồn               | Đánh giá            |
| ------------------- | ------------------- |
| Metacritic          | 95/100              |
| Nguồn đánh giá      |                     |
| Nguồn               | Đánh giá            |
| AllMusic            | [ 3 ]               |
| Uncut               | [ 2 ]               |
| Q                   | [ 2 ]               |
| Digital Spy         | [ 4 ]               |
| musicOMH            | [ 2 ] [ 5 ]         |
| The Guardian        | [ 6 ]               |
| BBC Music           | yêu thích           |
| Sputnikmusic        | yêu thích           |
| Drowned in Sound    | 7/10                |

National Treasures nhận được nhiều phản hồi rất tích cực từ giới phê bình âm nhạc và album được coi là cơ hội duy nhất để thưởng thức tất cả các đĩa đơn của ban nhạc và theo dõi lịch sử của nhóm. Trên trang Metacritic album giành số điểm 95/100, dựa trên 8 bài nhận xét với chủ yếu là những "đánh giá tích cực".

## Xếp hạng và chứng chỉ
| Xếp hạng (2011)                | Vị trí cao nhất |
| ------------------------------ | --------------- |
| Album Anh Quốc (OCC)           | 10              |
| Album Ireland (IRMA)           | 30              |
| Album Nhật Bản (Oricon)        | 125             |
| Album Tây Ban Nha (PROMUSICAE) | 70              |

| Quốc gia                                                                           | Chứng nhận | Số đơn vị/doanh số chứng nhận |
| ---------------------------------------------------------------------------------- | ---------- | ----------------------------- |
| Anh Quốc (BPI)                                                                     | Vàng       | 100.000^                      |
| * Chứng nhận dựa theo doanh số tiêu thụ. ^ Chứng nhận dựa theo doanh số nhập hàng. |            |                               |